# Passionisten

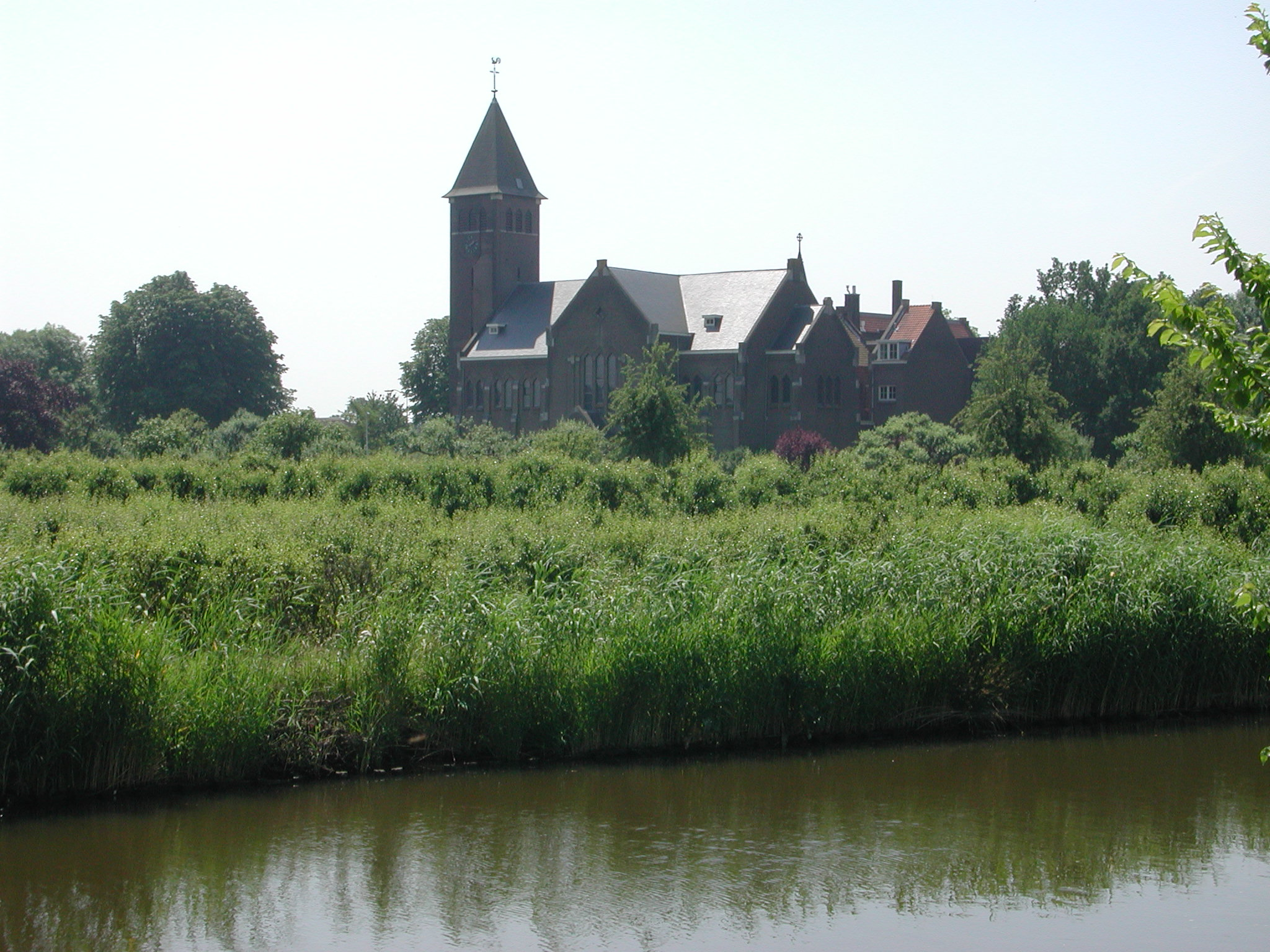
Klooster Sint Gabriël te Haastrecht

De Congregatie der Passionisten (Latijn: Congregatio Passionis, afkorting C.P.) is een congregatie die in 1720 opgericht werd in de Noord-Italiaanse plaats Ovada door Paulus van het Kruis (Paolo Danei).

## Geschiedenis
In 1746 werd door paus Benedictus XIV de leefregel van de kloostergemeenschap, die officieel de Congregatie van het Lijden van Jezus Christus heet, goedgekeurd. Het woord lijden is in het Latijn passio. Daarom worden de leden van deze congregatie passionisten genoemd.
Bij het overlijden van Paolo Danei telde zijn congregatie elf kloosters met in totaal 220 passionisten. In 2005 zijn er ruim 2400 passionisten in 59 verschillende landen werkzaam.
In België zijn de passionisten vertegenwoordigd in Kortrijk, Wezembeek-Oppem en (tot 2005) in Sint-Katelijne-Waver.
Nederlandse kloosters van de passionisten waren het in 1907 opgerichte klooster Mater Dolorosa te Molenhoek, het in 1922 gestichte klooster Sint-Gabriël te Haastrecht, Maria Hoop (1925) en Grave (1986), en het in 1939 gestichte Gemmaklooster voor vrouwelijke passionisten te Sittard.
De passionisten hebben een bijzondere band met de heilige Gemma Galgani, die passioniste had willen worden.

## Bekende Passionisten
- Karel Houben (1821-1893), Nederlands heilige
- Gabriël van de Moeder van Smarten (1838-1862), Italiaans heilige
- Damianus Theelen (1877-1946), Nederlands missiebisschop
- Isidoor De Loor (1881-1916), Belgische zalige broeder
- Leo Kierkels (1882-1957), Nederlandse aartsbisschop
- Joseph Hagendorens (1894-1976), Belgisch missiebisschop
- Eugenius Bossilkov (1900-1952), Bulgaars bisschop
- Stanislaus van Melis (1911-1998), Nederlands missiebisschop
- Emery Kibal Nkufi Mansong’loo (1969), Congolees bisschop